# Дидо, Франсуа (книготорговец)
Франсуа Дидо (фр. François Didot; 1689 год — 1757 год, Париж) — французский книгопечатник, издатель; основал в 1713 году в Париже типографию и открыл книжный магазин À la Bible d’Or на парижской набережной des Grands-Augustins.
Был другом Прево; печатал все его сочинения.

## Семья
Его сын, Франсуа-Амбруаз Дидо (1730—1803), унаследовал отцовскую типографию; изобрёл веленевую бумагу и издал, по указанию Людовика XVI, «Коллекцию французской классики» в трёх форматах (Collection de classiques français, форматы in-4, in-8 и in-18).